# La Roquette
La Roquette ist eine französische Gemeinde mit 236 Einwohnern (Stand: 1. Januar 2022) im Département Eure in der Region Normandie. Sie gehört zum Arrondissement Les Andelys und zum Kanton Les Andelys. 

## Geographie
La Roquette liegt etwa 40 Kilometer südöstlich von Rouen an der Seine.

### Nachbargemeinden
Umgeben ist La Roquette von den Nachbargemeinden Heuqueville im Norden und Nordwesten, Cuverville im Nordosten, Le Thuit im Osten, Les Trois Lacs im Süden, Muids im Südwesten sowie Daubeuf-près-Vatteville im Westen.

## Bevölkerungsentwicklung
| Jahr                      | 1962 | 1968 | 1975 | 1982 | 1990 | 1999 | 2006 | 2013 |
| Einwohner                 | 82   | 70   | 108  | 126  | 204  | 189  | 217  | 244  |
| Quelle: Cassini und INSEE |      |      |      |      |      |      |      |      |

## Sehenswürdigkeiten
- Kirche Saint-Martin aus dem 12. Jahrhundert, Umbauten aus dem 17. Jahrhundert, Monument historique seit 1969

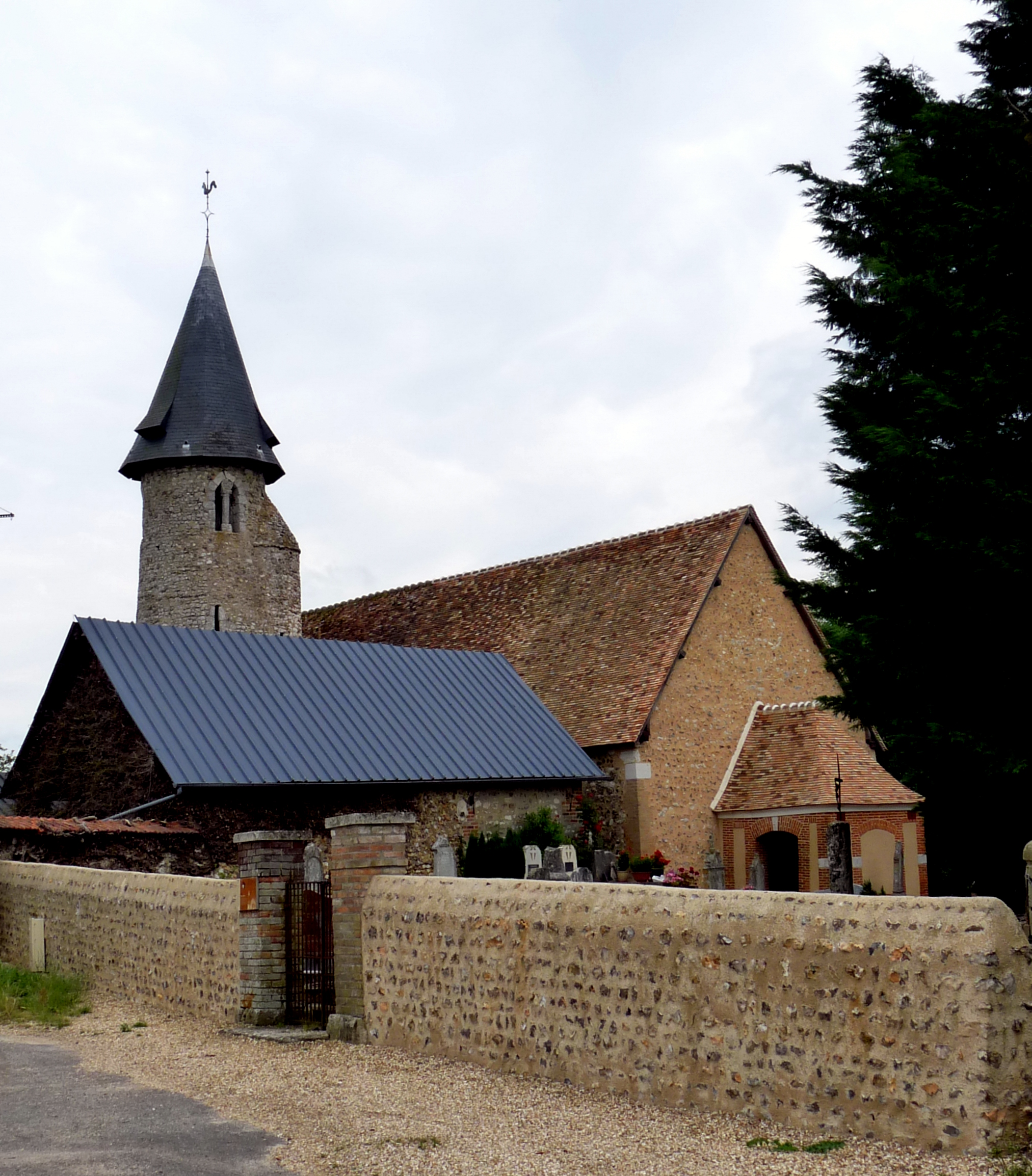
Kirche Saint-Martin

- Kapellenruine Saint-Laurent